# Barringtonia payensiana
Espèce
Statut de conservation UICN

 VU (needs updating) D2 : Vulnérable
 Barringtonia payensiana est une espèce de plante à fleurs de la famille des Lecythidaceae. C'est un arbre endémique de la Malaisie péninsulaire.

## Répartition
Endémique aux forêts primaires de basse altitude de Penang et du Selangor.